# شهرک قلعه‌جق کوچک
شهرک قلعه‌جق کوچک، روستایی از توابع بخش گرمخان شهرستان بجنورد در استان خراسان شمالی ایران است.

## جمعیت
این روستا در دهستان گیفان قرار دارد و براساس سرشماری مرکز آمار ایران در سال ۱۳۸۵، جمعیت آن ۳۹۶ نفر (۸۳خانوار) بوده‌است.